# Parzival
Parzival — русская индастриал-группа, базирующаяся а Копенгагене (Дания). Получила своё название по произведению Вольфрама фон Эшенбаха «Парцифаль». В разные годы исполняла музыку от мартиал-индастриала до неоклассического дарквейва.

## История
Дмитрий Баблевский, фронтмен группы, занимался музыкой ещё в 80-х годах в СССР, был барабанщиком в группе «Субботник». В 1987 году он создает свою группу, «Амнистия». Группа в 1989 году участвовала в фестивале «Next Stop», где имела большой успех. Это позволило участникам переехать в Данию. Там они три года выступали в местных барах и рок-клубах. В 1992 году группа распадается, и Баблевский собирает новую, «Stiff Miners». Под этим названием они выпускают 2 альбома: «Giselle» (1994) и «Vox Celesta» (1997). В этот период они уже ориентированы на электронную музыку, близкую к стилю techno. Также очень сильное влияние на формирование стиля группы оказал музыкальный коллектив «Laibach». «Vox Celesta» был положительно оценен многими критиками в металлических и в индустриально-экспериментальных кругах.
Однако вскоре один из членов оставляет «Stiff Miners». Оставшиеся участники образуют группу «Parzival», которая существует и творит поныне. Первый альбом, выпущенный «Parzival» в 1999 году, назывался «Anathema Maranatha». Последний альбом, «The Golden Bough», вышел в 2019 году. Группа выступает с концертами в различных странах, 29 и 30 ноября 2014 года «Parzival» дали первые концерты в России, в Санкт-Петербурге и Москве соответственно. На протяжении нескольких лет состав группы несколько изменялся, сейчас в ней 2 русских и 3 датчанина: Дмитрий Баблевский (вокал), Олег Наумов (перкуссия, ударные), Tim Ellegaard (бас), Jens Hansen (клавиши), Michael Hedelain (перкуссия, гитара). С 2014 года с группой на сцене выступает Юлия Попова (женский вокал), ранее принимавшая участие только в записи.

## Стиль
С самого начала своей творческой жизни группа была ориентирована на электронную музыку. Ранние альбомы «Parzival» схожи с «Laibach». Действительно, тяжелый ритм, суровый вокал, экспериментальность звучания создает некоторое ощущение сходства музыки, однако уже на раннем этапе у «Parzival» появляются оригинальные, только им присущие черты. Например, использование необычных, инородных звуков, имеющих символическое значение. Так, в «Malleus Maleficarum» несколько раз повторяется свистяще-стальной звук тяжелого арбалета. К тому же индустриально — футуристическая атмосфера «Laibach» абсолютно не схожа с атмосферой христианской Европы и исламского Востока, воссоздаваемой «Parzival». В следующих альбомах группа окончательно формирует свой уникальный и неповторимый стиль. Она сочетает в своей музыке неоклассические аранжировки и электронные dance-элементы. По словам членов группы, «Parzival» не может игнорировать современность и поэтому употребляет элементы dance, чтобы «создать вид легко слушаемой музыки». Отличительной чертой группы является необыкновенно-низкий бас Баблевского. По признанию одного из рецензентов, он был поражен «неземной турбулентностью» голоса вокалиста. «Он поет так низко, как некоторые люди даже не могут падать». Также, помимо электроники, для погружения в иную культуру, группа использует различные старинные и экзотичные музыкальные инструменты: флейты, ситар и многие другие.

## Язык и темы текстов
Тексты для песен «Parzival» пишут Дмитрий Баблевский и, начиная с альбома "Blut Und Jordan", и затем, уже более плотно сотрудничая в "Urheimat", Максим Борозенец. Тексты большинства песен написаны на немецком языке, также очень часто используется латынь. Как говорят участники в интервью, оба эти языка полны сакральной мистики в раннем и позднем христианстве средних веков, отражают формирование западноевропейской культуры. Также присутствуют песни на русском языке — переложенные на музыку стихи А. С. Пушкина «Во глубине сибирских руд» («Erz»), «Пророк» («Seraph»), отрывки из «Подражания Корану» («Neffe»). На русском языке спеты отрывки из баллады «Король Гвин» Уильяма Блейка — известного английского поэта эпохи романтизма, «Cursus Polaris» — величественная и монументальная песнь о походе на Север. Специально для альбома «Casta», было написано несколько текстов на языке, основанном на теории «Бореального Кода», BORUŠYE MOLE, «Борушье моле» (Борусский язык), он же «Яваштра» («yawa» — манифестация, явление, аватара; «astra» — звезда, созвездие. То есть язык называется помпезно как «Созвездие Яви», аналогично названию индийского алфавита Деванагари «Божий Град»). Основная претензия борусского языка, разработанного Борозенцом, — быть полем координат для бореального мировоззрения, с должной полнотой передавая понятия и ассоциативные связи. В число практических целей входит прежде всего создание текстов — поэзии, магических формул, мантр, использовать элементы борусского в других текстах, в основном художественных.
«Наше искусство постижимо. Центральной темой нашей музыки является эпос священной войны…» — эти слова как нельзя лучше характеризуют творчество группы. Оно не лишено идей гностицизма, а тот факт, что все члены группы принадлежат к Ордену Восточных Тамплиеров, дает возможность предположить[кому?], что идеи Ордена повлияли на мировоззрение участников. Также источником вдохновения служат великие философы, учёные и писатели, которые «знали правду и мудрость», говорили на латыни и немецком. Например, Иоганн Валентин Андреа (Johann Valentin Andrea), Вольфрам фон Эшенбах (Wolfram von Eschenbach), Порцелиус (Porcelius), Христиан Розенкрейц (Christian Rosencreutz), Фауст и Гёте. В первых двух альбомах, где воссоздается атмосфера Средневековья, поднимаются темы Крестовых походов, связанные с сакральной темой освобождения Гроба Господня. Иерусалим понимается здесь как Святая Земля, обретения которой жаждет лирический герой. Тема Священной земли («Urheimat»), не единожды возникает в текстах «Parzival», она проходит красной нитью сквозь всё их творчество, причем представая в не только в виде конкретного места, но и в метафизическом смысле. Некоторые тексты содержат описание алхимических процессов, также имеющих своё символическое значение. Также в песнях идет обращение к культуре и традициям разных народов, в которых выражается их философия («Kali-Yuga», «Zavarakatranemija», «Sufism»). Наиболее ярко эта тема выражена в последнем альбоме, «Casta», где идеи традиционалистов сочетаются с классической музыкой Индии.

## Сотрудничество
В записи альбома «Blut Und Jordan» участвовали приглашeнные сессионные музыканты, привнесшие большую оригинальность в общий контекст. В работу над альбомом «Casta» привлекались музыканты из Индии. В свою очередь, участники «Parzival» приглашались для работы над альбомом «Germanium Metallicum» группы «Von Thronstahl». Дмитрий Баблевский участвовал в записи центрального трека — одноименного «Germanium Metallicum».

## Дискография
"Stiff Miners"
- Giselle (1995)
- Vox Celesta (1997)

"Parzival" 
- Anathema Maranatha (1999)
- Blut und Jordan (2002)
- Noblesse Oblige (2004)
- Deus Nobiscum (2006)
- Zeitgeist / Noblesse Oblige (2008)
- Urheimat (2011)
- Die Kulturnacht (2012)
- Casta (2014)
- Urheimat Neugeburt (2018)
- The Golden Bough (2019)
- Ordalium (2022) 1-я часть трилогии "“Tradition And Discipline”
- Mortido (2024)